# Сабанчеевское сельское поселение
Сабанчеевское се́льское поселе́ние — муниципальное образование в Атяшевском районе Мордовии Российской Федерации.
Административный центр — село Сабанчеево.

## История
Статус и границы сельского поселения установлены Законом Республики Мордовия от 28 декабря 2004 года № 116-З «Об установлении границ муниципальных образований Атяшевского муниципального района, Атяшевского муниципального района и наделении их статусом сельского поселения, городского поселения и муниципального района».
В 2019 году в Сабанчеевское сельское поселение были включены все населённых пункты двух упразднённых сельских поселений (сельсоветов): Дюркинского и Тарасовского.

## Население
| 2002 | 2010 | 2012 | 2013  | 2014  | 2015 | 2016 |
| ---- | ---- | ---- | ----- | ----- | ---- | ---- |
| 1099 | ↘861 | ↘821 | ↘800  | ↘763  | ↘735 | ↘700 |
| 2017 | 2018 | 2019 | 2020  | 2021  |      |      |
| ↘675 | ↘652 | ↘634 | ↗1511 | ↗1790 |      |      |

## Состав сельского поселения
| № | Населённый пункт    | Тип населённого пункта | Население |
| - | ------------------- | ---------------------- | --------- |
| 1 | Мордовские Дубровки | деревня                | ↘396      |
| 2 | Сабанчеево          | село                   | ↘465      |
| 3 | Смирновка           | посёлок                | ↘0        |
| 4 | Ульяновка           | посёлок                | ↘0        |
| 5 | Дюрки               | село                   | ↘539      |
| 6 | Манадыши            | село                   | ↘147      |
| 7 | Паранеи             | село                   | ↘35       |
| 8 | Тарасово            | село                   | ↘409      |